# Листопад Тимофій Андрійович
Тимофій Андрійович Листопад (нар. 12 жовтня 1988, місто Київ) — український футболіст, центральний захисник.

## Життєпис
Футболом Тимофій почав займатися в спортивній школі київського «Динамо», де першим тренером був Олександр Васильович Леонідов. Через три роки продовжив навчання в іншій київській школі — «Зміна-Оболонь».
У 2005 році одержав запрошення до професійного клубу «Борисфен». Дебютував у вищій лізі чемпіонату України 16 червня 2005 року, в матчі «Металург» (Запоріжжя) — «Борисфен».
У 2006 році Листопад підписує контракт з донецьким «Металургом», після чого був направлений на півроку в оренду до вірменського клубу «Бананц». Виступаючи в цій команді, в матчі «Кілікія» — «Бананц» відзначився своїм першим голом за професійний клуб, забивши потужним ударом з 35 метрів. З 2007 року, на умовах оренди, грав у клубах першої ліги «Сталь» (Дніпродзержинськ) та «Сталь» (Алчевськ), а також друголігового «Титану» з Донецька.
Після закінчення дії контракту гравець повернувся до Києва, де в складі команди «Київ-НПУ» брав участь в змаганнях на першість України з футзалу. Згодом грав у футбольному клубі «Путрівка»,що змагався на першість України серед аматорських колективів. Там гра захисника привабила увагу головного тренера черкаського «Славутича» Олександра Кирилюка, який невдовзі запросив Тимофія до своєї команди, в якій центральний захисник став гравцем основного складу. Після закінчення дії контракту, влітку 2012 року залишив черкаський клуб, перейшовши до новачка першої ліги ФК «Полтава», за який дебютував 14 липня у гостьовому поєдинку проти чернівецької «Буковини». Проте цей поєдинок так і залишився єдиним в складі полтавської команди, невдовзі Тимофій залишив Полтаву, уклавши угоду з тернопільською «Нивою», за яку дебютував 18 серпня, в матчі проти своєї колишньої команди «Славутич».

## Досягнення
- Срібний призер чемпіонату Вірменії: (2006)